# Swedish Open (squash)
Swedish Open är en squash-turnering som hålls i Linköping i Sverige i februari. Det är en del av PSA World Tour. Evenemanget har funnits sedan mitten av sjuttiotalet.